# Chiliotis gracilis
Chiliotis gracilis is een keversoort uit de familie harige schimmelkevers (Cryptophagidae). De wetenschappelijke naam van de soort werd in 1919 gepubliceerd door Antoine Henri Grouvelle.